# 小田切昌處
小田切 昌處（おだぎり まさより）は、江戸時代中期の武士。江戸幕府旗本。

## 経歴
徳川家宣に仕え、小姓を経て、書院番中奥の小姓となり、宝永元年12月5日（1704年12月31日）に家宣が江戸城西の丸に入るとこれに従い御家人に列した。蔵米260俵余を食み小普請となったのち、宝永4年12月4日（1707年12月27日）西の丸焼火之間の番士となり、宝永6年10月29日（1709年11月30日）大番に列した。
のち番を辞し、享保15年12月3日（1731年1月10日）致仕した。